# Xanthoparmelia gemmulifera
Xanthoparmelia gemmulifera är en lavart som först beskrevs av Elix & T. H. Nash, och fick sitt nu gällande namn av Elix. Xanthoparmelia gemmulifera ingår i släktet Xanthoparmelia och familjen Parmeliaceae.   Inga underarter finns listade i Catalogue of Life.